# Mschlebi
Mschlebi (oset. Chsleb) – wieś w Osetii Południowej, w regionie Dżawa. W 2015 roku liczyła 261 mieszkańców.